# Liste der Monuments historiques in Escles-Saint-Pierre
Die Liste der Monuments historiques in Escles-Saint-Pierre führt die Monuments historiques in der französischen Gemeinde Escles-Saint-Pierre auf.

## Liste der Objekte
| Bezeichnung | Beschreibung               | Standort                | Kennzeichnung | Schutzstatus | Datum | Bild |
| ----------- | -------------------------- | ----------------------- | ------------- | ------------ | ----- | ---- |
| Taufbecken  | Kalkstein, 16. Jahrhundert | in der Kirche St-Pierre | PM60000734    | Classé       | 1913  |      |